# Râul Zboiul
Râul Zboiul este un curs de apă, afluent al râului Argeș. 